# Żeriebiatjewo (obwód wołogodzki)
Żeriebiatjewo (ros. Жеребятьево) – wieś w Rosji, w rejonie wielikoustidzkim obwodu wołogodzkiego. W 2010 r. liczyła 71 mieszkańców.